# Institut patristique Augustinianum
L'Institut patristique Augustinianum (en Latin: Institutum Patristicum Augustinianum) est un établissement catholique d'enseignement supérieur situé à Rome dépendant du Saint-Siège et agrégé à l'université pontificale du Latran. Il est responsable de l'étude de la théologie patristique , de l'histoire et de la théologie des Pères de l'Église.

## Historique
L'Institut est considéré comme une continuation directe du Studium Generale Romanum du XIVe siècle qui se trouvait au couvent Sant'Agostino, à côté de la Basilique Sant'Agostino in Campo Marzio, qui appartenait à l'Ordre de Saint-Augustin (OSA), auquel a été annexé au XVIe siècle la Biblioteca Angelica fondée par Angelo Rocca (1545-1620), évêque in partibus de Thagaste (de). L'institut a été créé par les Augustins et conserve le nom de Saint Augustin en leur honneur. En 1873, le couvent Sant'Agostino, siège de la curie générale de l'ordre, a été supprimé et la bibliothèque Angelica a été confisquée par l'État italien. Les deux institutions ont été séparées. Le Prieur général de l'ordre, la curie générale et le centre d'études ont déménagé en 1882 à son emplacement actuel sur la Via Paolo VI, 25, à Rome, près de la place Saint-Pierre. Il a obtenu la reconnaissance du Siège apostolique sous le pontificat du pape Pie X, en 1908 qui a accordé au Collège International Augustinien de Santa Monica la faculté de théologie et de droit canonique et le droit de délivrer tous les grades académiques.
Le 29 septembre 1965, le Collège international Santa Monica est devenu le Centre d'études augustinien de théologie, annexé à la faculté de théologie de l'Université pontificale du Latran par décret de la Sacra Congregazione dei Seminari e delle Università, aujourd'hui Congrégation pour l'éducation catholique. Les statuts de ce centre d'études ont été approuvés par cette congrégation le 6 novembre 1965.
L'Institutum Patristicum Augustinianum a été fondé le 14 février 1969 et la Congrégation pour l'éducation catholique a approuvé sa création par décret du 17 février 1969. Son inauguration solennelle a eu lieu le 4 mai 1970, jour de la fête de sainte Monique dans l'ordre des Augustins, en présence du pape Paul VI.
Le 10 novembre 1989, la Congrégation pour l'éducation catholique a fait de l'Institut patristique Augustinianum le centre spécialisé dans l'étude des Pères de l'Église. Son doyen actuel est Juan Antonio Cabrera Montero, OSA. 
Le pape François a reçu les enseignants et les étudiants de l'Institut dans la salle Clémentine le 16 février 2019 à l'occasion des 50 ans de l'Institut.

## Publications
Augustinianum est la revue à comité de lecture de l'Institut. Elle est publiée depuis 1961. Elle publie deux numéros par an contenant des recherches originales et des revues liées à l'étude de la littérature chrétienne ancienne et des Pères de l'Église.